# دایلان‌کندی
دایلان‌ کندی به عظمت ملت کرد ، 